# Port Neches
Port Neches – miasto w Stanach Zjednoczonych, w stanie Teksas, w hrabstwie Jefferson, położone nad rzeką Neches.

## Demografia
Według przeprowadzonego przez United States Census Bureau spisu powszechnego w 2010 miasto liczyło 13 040 mieszkańców, co oznacza spadek o 4,1% w porównaniu do roku 2000. Natomiast skład etniczny w mieście wyglądał następująco: Biali 90,9%, Afroamerykanie 1,0%, Azjaci 2,4%, pozostali 5,7%. Kobiety stanowiły 50,5% populacji.